# Takahiro Ōshima
Takahiro Ōshima (japanisch 大島 嵩弘 Ōshima Takahiro; * 14. April 1988 in der Präfektur Chiba) ist ein japanischer Fußballspieler.

## Karriere
Ōshima erlernte das Fußballspielen in der Jugendmannschaft von Kashiwa Reysol. Seinen ersten Vertrag unterschrieb er 2007 bei Kashiwa Reysol. Der Verein spielte in der höchsten Liga des Landes, der J1 League. Im Juli 2009 wechselte er zu AC Nagano Parceiro. Für den Verein absolvierte er 246 Ligaspiele.

## Erfolge
Kashiwa Reysol
- Kaiserpokal

Finalist: 2008